# NSCAD 대학교
NSCAD 대학교(영어: NSCAD University), 정식 명칭 노바스코샤 예술디자인대학교는 캐나다 노바스코샤주 핼리팩스에 위치한 공립 예술대학교이다. 이 대학교는 남녀공학으로 학사 및 석사 학위 과정을 제공하며, 평생교육원을 통해 평생교육 과정도 운영하고 있다.
이 기관은 1887년 안나 레오노웬스가 설립한 빅토리아 미술디자인학교로 시작되었다. 이후 1925년 노바스코샤 미술대학으로 이름이 변경되었으며, 1969년에는 노바스코샤 예술디자인대학교로 개칭되고 학사 학위 과정을 개설하여 캐나다 최초의 학위 수여 미술학교가 되었다. 현재의 명칭인 NSCAD 대학교라는 명칭은 2003년에 채택되었다.

## 역사

### 19세기
NSCAD 대학교는 1887년 유니온 빌딩에서 개교하였다.:2,12 설립자는 '왕과 나'의 실제 인물로 알려진 안나 레오노웬스로,:3 학교는 빅토리아 여왕의 즉위 50주년을 기념하여 빅토리아 미술디자인학교(Victoria School of Art and Design)로 명명되었다. 1890년에는 할리팩스 아카데미로 이전하였으며, 1898년부터 1910년까지는 헨리 모르티카 로젠버그가 교장을 맡았다.

### 20세기
1903년, 학교는 구 국립학교 건물로 이전하였다.:50 1925년에는 프레드릭 섹스턴 박사의 지도 아래 노바스코샤 미술대학(Nova Scotia College of Art)으로:94–95 명칭이 변경되었다.:104
초기 시절 학교와 관련된 저명한 예술가 중 한 명은그룹 오브 세븐(예술가)의 일원이었던 아서 리즈머로, 몇 년간 학교의 교장을 지냈다.:69–78 1919년에는 엘리자베스 스타링 넛이 리즈머의 뒤를 이어 교장이 되었으며, 1943년까지 재직하였다.
뉴브런즈윅 출신의 예술가 도널드 캐머런 맥케이는 제2차 세계 대전 이전에는 교감을 지냈으며, 전쟁 이후 교장직을 맡아 1971년 은퇴할 때까지 재직하였다. 그의 감독하에 학교는 1957년 코버그 로드에 있던 옛 세인트앤드루 연합교회 건물로 이전하였고,:141 1968년에는 현대적인 5층 규모의 증축 건물이 세워졌다. 해당 건물은 이후 철거되어 댈하우지 대학교의 모나 캠벨 빌딩 부지가 되었다.

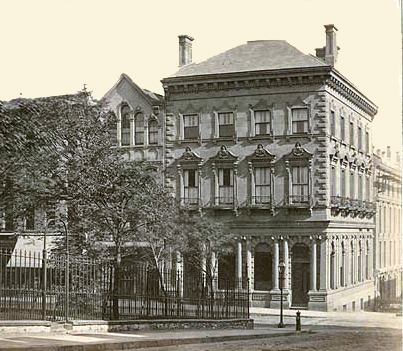
NCSAD 대학교는 처음에 유니온 은행 건물에서 문을 열었다.

같이 보기
• NSCAD 개념 미술
예술가 개리 케네디는 1967년 31세의 나이로 총장으로 임명되어, 캐나다 대학교 역사상 최연소 총장이 되었다. 그는 즉시 학교를 지역 예술학교에서 국제적인 예술 활동의 중심지로 탈바꿈시키기 위한 개혁에 착수하였다. 특히 개념미술에 참여했던 주요 예술가들을 초청하여 방문 작가로 활동하게 하였고, 이 시기 큰 기여를 한 인물로는 비토 아콘치, 솔 르윗, 댄 그레이엄, 에릭 피슐, 로렌스 와이너, 요제프 보이스, 클라스 올든버그 등이 있다. 학교는 1969년 학부 학위 수여를 시작하면서 노바스코샤 미술디자인대학으로 명칭을 변경하였다.:147 케네디는 학교를 최첨단 예술의 국제적 중심지로 변모시킨 인물로 평가받으며, 1973년 미국 예술 전문지 아트 인 아메리카는 NSCAD를 “북미 최고의 미술학교”라고 평한 바 있다.
학교는 1973년에 대학원 과정을 개설하였다.:161 1978년에는 현재의 위치인 그랜빌 몰로 이전하였고, 이전 캠퍼스였던 코버그 로드는 달하우지 대학교가 인수하였다.:160–161 개리 케네디는 1990년 총장직에서 물러나 교육과 예술 창작에 전념하게 되었다.

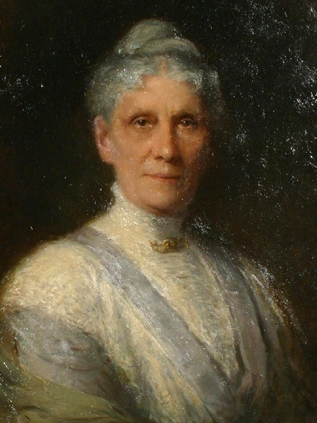
NSCAD 대학교의 설립자인 안나 레오노웬스

### 21세기
2002년, 학교는 1978년부터 임차해 사용해오던 그랜빌 스트리트의 유서 깊은 건물 블록을 매입하였으며, 현재는 파운틴 캠퍼스로 알려져 있다. 2003년에는 교명 변경을 통해 NSCAD 대학교로 재명명되었다. 2004년에는 두 번째 캠퍼스인 아카데미 건물을 개관하였으며, 이 캠퍼스에는 영화학부가 위치해 있다. 2007년에는 세 번째 캠퍼스인 포트 캠퍼스가 핼리팩스 시포트에 문을 열었다. 세 캠퍼스 모두 핼리팩스 도심에 위치해 있다.
포트 캠퍼스의 건설로 인해 연방 정부의 지원이 무산된 이후, 2011년 NSCAD 대학교의 부채는 최고치인 1,900만 캐나다 달러에 이르렀다. 이에 따라 주 정부는 학교에 부채 감축 계획을 마련할 것을 요구하였으며, NSCAD가 자율성을 상실하고 더 큰 교육기관에 통합될 수 있다는 추측이 제기되었다. 이에 NSCAD의 재학생, 교수진, 동문들은 대학교의 독립성을 지키기 위한 "세이브 NSCAD" 캠페인을 전개하였다. 학교 측은 통합 방안에 대한 타당성을 검토하기 위해 보고서를 의뢰했으나, 자문 결과 통합은 비용 절감으로 이어지지 않을 것이라는 결론이 나왔다. 이에 따라 NSCAD 이사회는 2014년 7월 15일, 독립 대학으로 계속 운영하기로 결정하였다. 이후 재정 상황은 개선되었고, 2015년 기준 부채는 1,300만 캐나다 달러로 감소하였다.

## 학위 종류

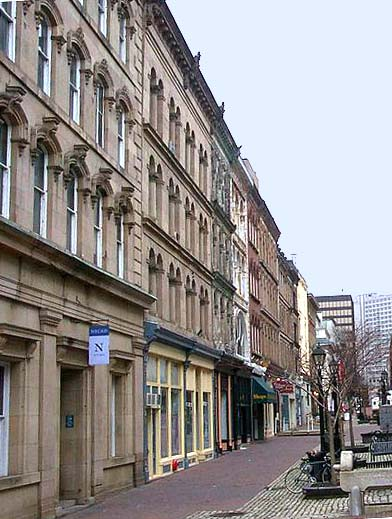
그랜빌 몰을 따라 있는 학교 건물들이다. NSCAD 대학교는 이 시가지를 통째로 소유하고 있다.

NSCAD 대학교는 학부 과정에서 순수미술학사(BFA), 디자인학사(BDes), 인문사회학사(BA) 학위를 제공하며, 대학원 과정에서는 순수미술석사(MFA), 디자인석사(MDes), 인문사회석사(MA) 학위를 제공한다.

## 도서관과 미술관
NSCAD 대학교 도서관은 학교 초기에 설립되었으며 현재는 파운틴 캠퍼스에 위치해 있다. 이 도서관은 애틀랜틱 캐나다 지역에서 유일한 미술 및 디자인 전문 도서관이다. 소장 자료에는 5만 권 이상의 도서와 정기간행물뿐만 아니라, 14만 개의 슬라이드, 16mm 필름, 비디오 테이프 및 기타 멀티미디어 자료로 구성된 시각 자료 모음이 포함된다. 도서관은 노바넷 회원 기관으로, 노바스코샤 주 내의 학술 도서관 간 상호 대차 서비스를 지원한다.
역사적 미술 및 도예 작품과 현대 미술 및 판화 컬렉션은 1968년에 설립된 안나 리어노웬스 갤러리에 소장되어 있다. 이 갤러리는 학부 및 대학원생, 교수진, 초청 작가 및 큐레이터의 작품 전시회를 개최한다. 포트 캠퍼스에는 트리티 스페이스 갤러리와 포트 로지아 갤러리가 있다.

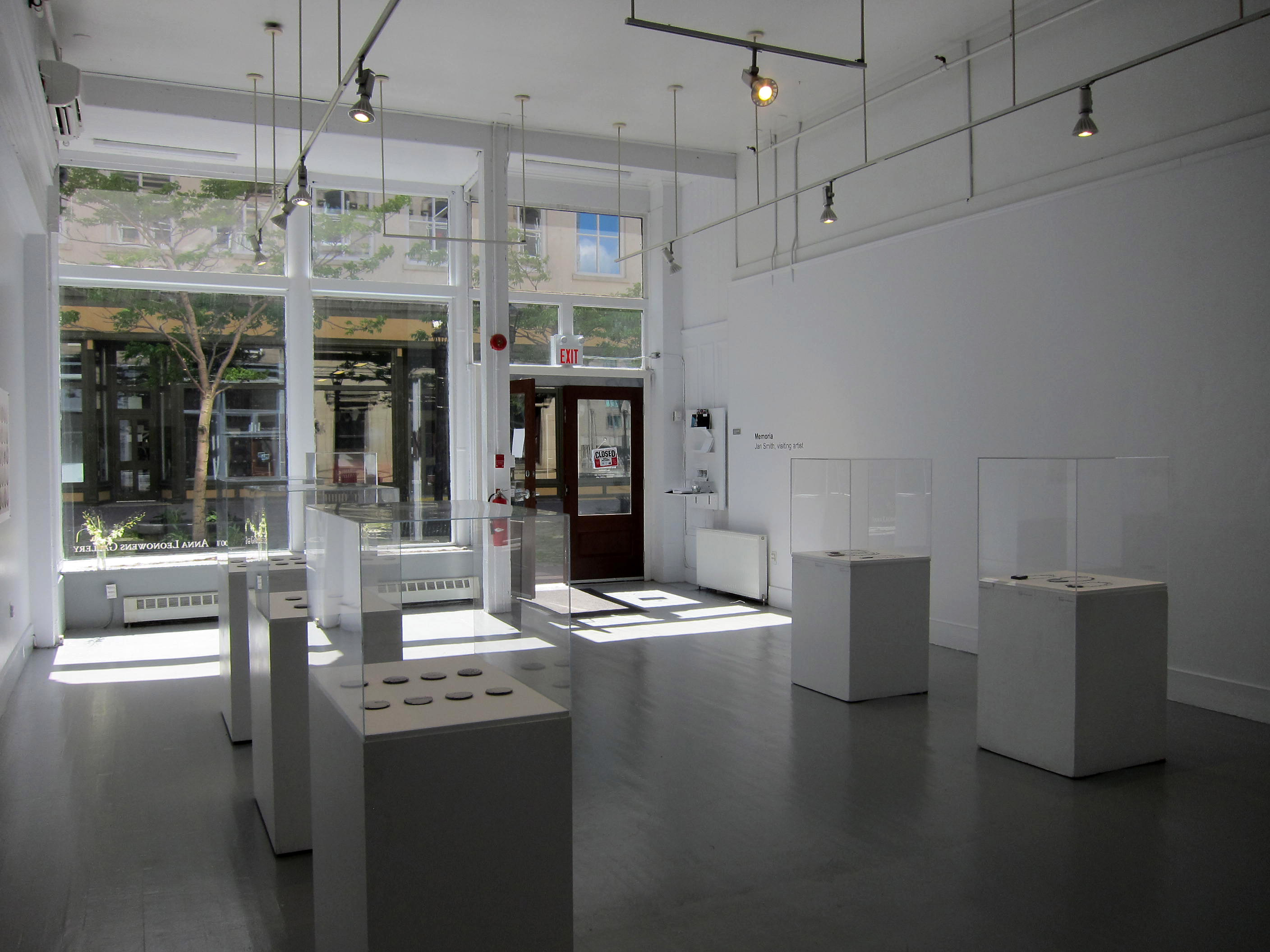
안나 레오노웬스 미술관 내에 위치한 공간

NSCAD 대학교는 과거에 비영리 갤러리인 시즈 갤러리를 운영하기도 했다. 이곳은 재학생과 졸업생이 자신의 작품을 전시하고 판매할 수 있는 공간으로, NSCAD는 캐나다에서 유일하게 전용 상업 갤러리를 보유한 미술대학이었다. 이 갤러리는 학생들이 학문에서 창업으로 전환할 수 있도록 돕는 역할을 했다. 시즈 갤러리는 학생회에 의해 설립되었으며, 2007년에 대학교에 운영권이 이관되었다. 2011년, 갤러리는 홀리스 스트리트에서 세입 형태로 처음 임대료를 부담하는 핼리팩스 항구 지역의 외곽으로 이전되었다. 새로운 공간은 포트 캠퍼스 바로 맞은편에 위치한 별관(Annex Building)의 약 93m²(1,000평방피트) 규모였다.
2013년 9월, NSCAD 대학교 이사회는 2014년 3월 31일부로 시즈 갤러리를 폐쇄하기로 결정했다. 대학 측은 연간 4만 달러의 적자를 이유로 폐쇄를 비용 절감 조치라고 밝혔다. 이에 대해 학생회는 사전 협의가 없었다고 비판했으며, 재정적 어려움의 원인을 갤러리를 핼리팩스 시포트로 이전한 결정에 있다고 주장했다. 학생회는 갤러리가 이전 전까지는 홀리 스트리트에서 재정적으로 자립 가능한 방향으로 운영되고 있었다고 언급했다.
2016년 1월, 애나 레오노웬스 갤러리는 퍼포먼스 아트 공간인 'Art Bar + Projects'를 설립했다.

## 평생교육원

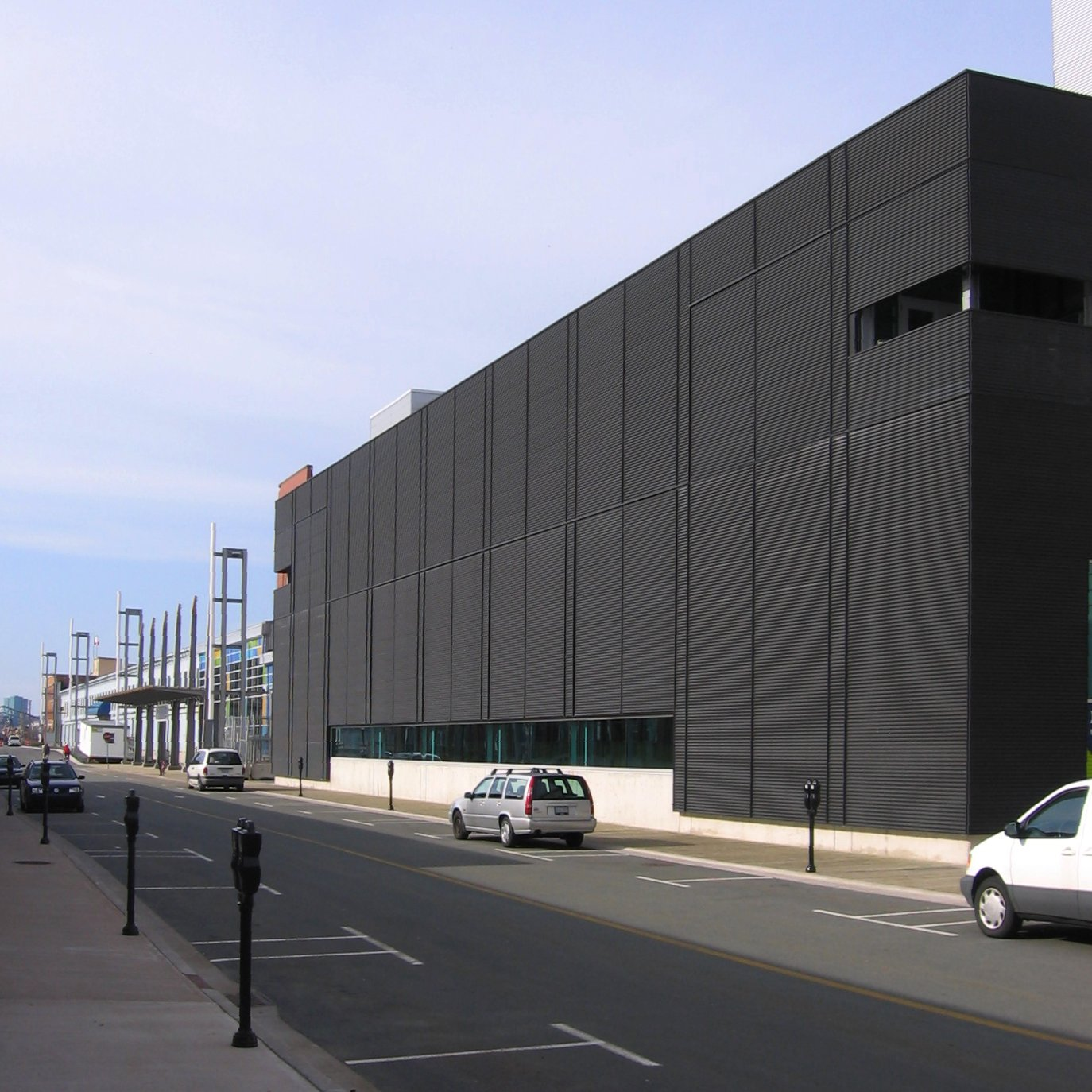
핼리팩스의 맥케이-라이언스 스위트애플 건축사무소에서 설계한 포트 캠퍼스

NSCAD는 시각 예술 환경에서 대중에게 학습 기회를 제공해 온 오랜 전통을 가지고 있다. 이러한 전통은 평생교육원을 통해 이어지고 있으며, 이 기관은 순수미술, 미디어 아트, 공예 및 디자인 분야에서 다양한 비학점 실기 수업 및 청강 강의를 일반 대중에게 제공하고 있다. 또한, 교사를 위한 시각예술 자격증(30학점), 실기 중심의 시각예술 자격증(30학점), 그리고 대학 입학 전 여름 학점 이수 프로그램 등을 운영하고 있다. 학점 프로그램은 입학 요건이 있으며, 비학점 프로그램은 입학 요건은 없지만 일부 과목은 선수 과목 이수를 요구한다.

### 성인 대상 프로그램
성인을 위한 실기 중심 수업 및 청강 강의는 만 16세 이상을 대상으로 제공된다. 이들 수업은 개인적·직업적 성장에 대한 관심을 충족하고, 학부 수준의 시각예술 학위 과정 진학을 준비하도록 설계되어 있다. 교육과정에는 기술 습득, 제작 과정, 보건 및 안전 문제 등이 포함되며, 관찰을 통한 새로운 시각, 분석, 실험, 문제 해결 방식이 장려된다. 프로그램의 질을 유지하기 위해 NSCAD 대학교 내 다른 부서들과 협력하여 지속적으로 계획되고 있으며, 공공의 수요와 다양한 주제에 대응하기 위해 새로운 강의도 정기적으로 개설된다.

### 아동 및 청소년 대상 프로그램

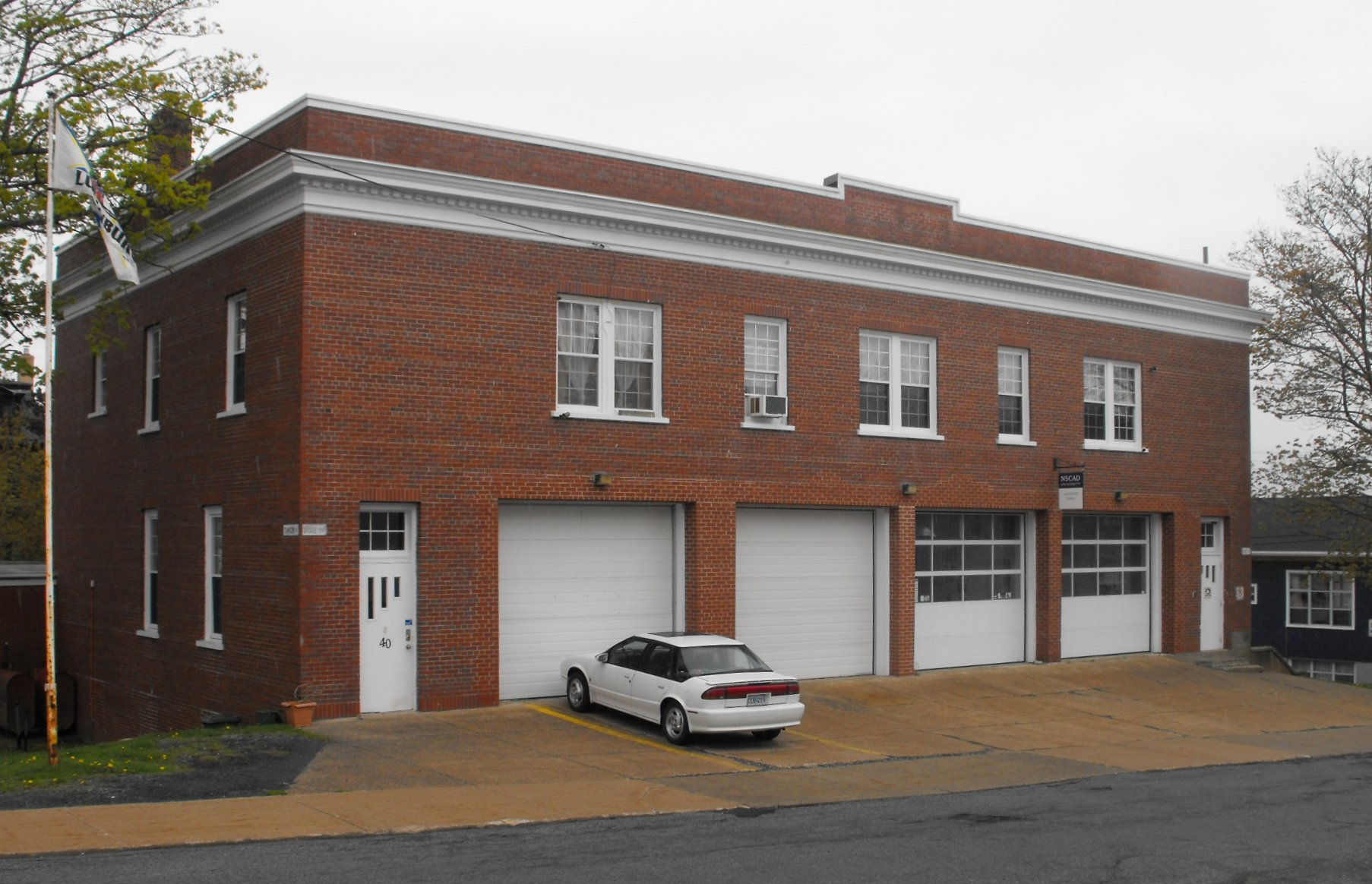
루넨버그 지역 예술인 거주 건물

토요일의 어린이 미술 수업은 1887년에 시작되었으며, 북미에서 가장 이른 시기의 유아 대상 시각예술 프로그램 중 하나로 알려져 있다. 1~6학년 학생들은 연령에 적합한 다양한 활동을 통해 기초적인 시각예술 기술을 배우게 된다.
청소년 대상 'Teen Art Studio' 과정은 7~12학년을 대상으로 하며, 시각예술의 기초 기술과 제작 과정을 소개하고, NSCAD의 시설을 체험하며 학부 시각예술 전공 입학을 위한 포트폴리오를 준비할 수 있는 기회를 제공한다. 5세부터 18세까지를 위한 토요일 수업은 봄·가을·겨울 학기에 운영되며, 여름방학과 3월 봄방학 기간 동안에는 1주일 간의 캠프가 제공된다.

### 야간 전시 프로그램
NSCAD 그랜빌 캠퍼스에 위치한 안나 레오노웬스 갤러리에서는 연례 행사로 야간 전시 프로그램이 개최된다. 이 전시회에서는 평생교육원 과정을 완료한 학생들이 제작한 작품들이 전시되며, 가족과 친구들이 참석해 다양한 연령층이 창작한 여러 형태의 예술 작품을 감상할 수 있도록 권장된다.

## 대학 출판부
케네디의 지휘 아래, 현대 예술계의 주요 인물들이 직접 집필하거나 그들에 대한 내용을 다룬 도서를 출판하기 위한 매체로서 노바스코샤 예술디자인대학교의 출판부가 설립되었다. 이 출판부는 대학의 국제적 명성을 확립하는 데 중요한 역할을 했다. 1972년부터 1987년까지 마이클 스노우, 스티브 라이히, 게르하르트 리히터, 이본 레이너 등과 같은 예술가들의 저서 총 26권이 출간되었으며, 출판부는 2002년에 다시 출범하였다.

## 유명인

### 졸업생
- 비키 알렉산더(영어판) – 예술가
- 제이미 안젤로풀로스(영어판) – 조각가
- 제니퍼 앵거스(영어판) – 예술가
- 토머스 베잔슨(영어판) – 도예가
- 제니퍼 볼란데(영어판) – 예술가
- 제라드 콜린스(영어판) – 화가
- 클리프 아일랜드(영어판) – 예술가
- 파울라 안 갤런트(영어판)
- 오드리 디어 헤슨(영어판)– 예술가, 학교의 첫 흑인 졸업생
- 스눅(영어판)
- 잭 웡(영어판)

### 교직원 및 관련 인물
- 데이비드 애스커볼드(영어판) – 예술가, 교수
- 브루스 바버(영어판) – 교수
- 다라 번바움(영어판) – 예술가, 교수
- 벤저민 H. D. 부클로(영어판) – 편집자, 미술사학자
- 에릭 카메론(영어판)
- 캐실스(영어판) – 퍼포먼스 아티스트
- 제럴드 퍼거슨(영어판) – 예술가, 교수
- 마이클 페르난데스(영어판) – 예술가
- 에릭 피슐(영어판) – 화가, 조각가, 교수
- 로버트 프랭크 – 사진가, 교수
- 웬디 겔러(영어판) – 비디오 아티스트
- 벡 길머-오스본(영어판) – 트랜스미디어 아티스트
- 패리스 & 클로이 고든(영어판) – 패션 브랜드 Chloé comme Parris 공동 창립자
- 에이프릴 고르닉(영어판) – 화가
- 헤드윅 고르스키(영어판) – 퍼포먼스 시인, 예술가
- 로니 그레이엄(영어판) – 사진가
- 젠 그란트(영어판) – 싱어송라이터
- 아트 그린(영어판)
- 앨리스 메리 헤이건(영어판) – 도예가
- 수잔나 헬러(영어판) – 화가
- 스티븐 홈즈(영어판) – 큐레이터
- 테레사 허바드 & 알렉산더 버치러(영어판) – 예술가
- 리브 허블리(영어판) – 캐나다 상원의원[22]
- 우르술라 존슨(영어판) – 예술가, 2017 소비 상 수상자
- 존 칼스(영어판) – 아카데미 수상 감독 (페이퍼맨)
- 개리 케네디(영어판) – 교수
- 아로우나 콘노라즈(영어판) – 예술가, 교사, 작가
- 로라 키프니스(영어판) – 미디어 평론가
- 미카 렉시에(영어판) – 예술가
- 아서 리스머(영어판) – 예술가
- 디어드레 로그(영어판) – 예술가
- 도시코 맥아담(영어판) – 섬유 예술가
- 롭 맥이니스(영어판) – 예술가
- 브루스 맥키넌(영어판) – 더 크로니클 헤럴드(영어판)의 정치 만평가
- 케리 맥렐런 – 음악가
- 크리스토퍼 맨슨(영어판) – 아동 도서 작가 및 일러스트레이터
- 켈리 마크(영어판) – 조각가, 개념 예술가
- 사라 매클라클런 – 싱어송라이터
- 산드라 메이그스(영어판) – 예술가
- 리사 무어(영어판) – 작가
- 크리스 머피(영어판) – 음악가
- 지미 랜킨(영어판) – 싱어송라이터
- 줄리아 리버드(영어판) – 운동선수, 디자이너
- 윌리엄 제임스 루에(영어판) – 블루노즈 범선(영어판) 설계자
- 앤드류 스콧 – 음악가
- 스눅(영어판) – 코미디언
- 마이클 스노우(영어판) – 예술가, 영화감독, 교수
- 타냐 타가크 – 싱어송라이터
- 모니카 탭(영어판) – 예술가, 교육자
- 시어도어 완(영어판) – 예술가
- 마사 윌슨(영어판) – 예술가, 교수
- 크지스토프 워디츠코(영어판) – 예술가, 교수
- 로렐 우드콕(영어판) – 예술가, 학자
- 헤더 영(영어판) – 영화감독
- 팀 주크(영어판) – 예술가, 교수
- 마르그리트 포터 즈위커(영어판) – 화가, 예술 홍보가

## 같이 보기
- 할리팩스의 교육(영어판)
- 노바스코샤의 고등교육(영어판)
- 노바스코샤의 대학교 목록(영어판)

## 노트
1. ↑  Soucy와 Pearce(1993)는 제1장에서 네 명의 “설립 주도자”를 제시하고 있다. 이들은 안나 레오노웬스, 제레미아 케네디의 아내(이름은 알려지지 않음), 엘라 알몬 릿치, 알렉산더 맥케이이다. 그러나 안나 레오노웬스에 관해서는 “대부분의 사람들은 빅토리아 미술디자인학교가 그녀의 아이디어였다는 데 동의한다”고 언급한다.(3쪽)
2. ↑  “1925년, 설립 37년 만에 빅토리아 미술디자인학교는 더 이상 존재하지 않게 되었다.… 하나의 법령에 따라 이 기관은 칼리지로 격상되었다”(94쪽). “새로운 지위와 함께 새 이름인 노바스코샤 미술대학과 ‘마음, 머리, 손’이라는 모토가 부여되었다”(95쪽).
3. ↑  “섹스턴이 총장으로서 1925년 미술대학 관련 법령 제정을 감독했을 때, …”(104쪽)